# NGC 1472
NGC 1472 est une vaste galaxie lenticulaire relativement éloignée et située dans la constellation de l'Éridan. NGC 1472 a été découverte par l'astronome américain Ormond Stone en 1886.

## Caractéristiques
Sa vitesse par rapport au fond diffus cosmologique est de 9 618 ± 44 km/s, ce qui correspond à une distance de Hubble de 142 ± 10 Mpc (∼463 millions d'al).